# Gheorghe E. Cojocaru
Gheorghe E. Cojocaru (n. 8 februarie 1963) este un istoric din Republica Moldova.

## Biografie
Gheorghe E. Cojocaru s-a născut pe 8 februarie 1963. El a absolvit Universitatea de Stat din Moldova în 1986, iar în 1996 a fost desemnat Doctor în Istorie de către Universitatea din București. Cojocaru este director al Institutului de Istorie al Academiei de Științe a Moldovei. El a fost editor la revista Arena Politicii între (1996–1998). Cojocaru este și comentator politic pentru Radio Europa Liberă începând cu 1998. El a scris câteva cărți și articole referitoare la politica și istoria Republicii Moldova. 
De asemenea Gheorghe E. Cojocaru este conducătorul Comisiei pentru studierea și aprecierea regimului comunist totalitar din Republica Moldova, fiind numit prin decret prezidențial de către președintele interimar al Republicii Moldova de atunci, Mihai Ghimpu.
La 20 martie 2024 a fost ales membru de onoare al Academiei Române.

## Lucrări

### Cominternul și originile moldovenismului
Cartea sa Cominternul și originile moldovenismului (Chișinău, 2009) prezintă cronologic documente încă nepublicate ale Cominternului care a funcționat în Moscova, și au fost descoperite de autor în arhivele Cominternului din Moscova, Kiev, București și Chișinău. Documentele, care datează încă din perioada 1924-1928, au fost traduse din rusă și susțin construcția conceptului tipic sovietic al "moldovenismului" și inocularea acestuia în rândul populației din Basarabia, prin crearea Republicii Autonome Sovietice Socialiste Moldovenești în 1924.
 

Cartea a fost lansată pe 4 decembrie 2009 la Muzeul Național de Istorie a Moldovei în Chișinău. La lansarea cărții, Alexandru Moșanu a spus: 
| “ | Politicienii care vor citi această carte vor realiza că ideologia moldovenistă a apărut ca politică de asimilare etnică a românilor din Transnistria, apoi din întregul spațiu al Republicii Sovietice Socialiste Moldovenești. Iar acum în Republica Moldova. | ” |

 

Pe 22 ianuarie 2010, Ministerul Afacerilor Externe (România) a lansat cartea la București. La lansarea cărții, Ministrul de externe al României, Teodor Baconschi, a spus: 
| “ | Aflăm din cartea d-lui Cojocaru că 'moldovenismul' neagă rădăcinile identitare românești și că metoda sa preferată este exagerarea și mistificarea: slangul devine limbaj literar, iar o regiune de pe malul Nistrului devine 'stat' cu o identitate distinctă de 'Moldoveni'. | ” |

### Lucrări publicate
- Gheorghe E. Cojocaru, Cominternul și originile moldovenismului, Civitas, Chișinău, 2009.
- Gheorghe E. Cojocaru, Tratatul de Uniune Sovietică, Editura "Civitas" 2006.
- Gheorghe E. Cojocaru, Colapsul URSS și dilema relațiilor româno-române, București: Editura Omega, 2001.
- Gheorghe E. Cojocaru, Politica externa a Republicii Moldova [The foreign policy of the Republic of Moldova], Ed. a 2-a, rev. si adaugita. - Chișinău: Civitas, 2001. - 208 p., ISBN 9975-936-75-X
- Gheorghe E. Cojocaru, Politica externă a Republicii Moldova. Demersuri privind aplanarea conflictului transnistrean, CIVITAS, Chișinău 2001.
- Gheorghe E. Cojocaru, 1989 la est de Prut, Prut Internațional, Chișinău, 2001, Coordinator: Ion Negrei.
- Gheorghe E. Cojocaru, Sfatul țării: itinerar, Civitas, Chișinău, 1998, ISBN 9975-936-20-2
- Gheorghe Cojocaru, Funeraliile URSS (Belovejskaia Pușcia, 1991).